# Serie A 1996/1997
Soutěžní ročník Serie A 1996/97 byl 95. ročník nejvyšší italské fotbalové ligy a 65. ročník od založení Serie A. Soutěž začala 8. září 1996 a skončila 1. června 1997. Účastnilo se jí opět 18 týmů z toho 14 se kvalifikovalo z minulého ročníku. Poslední čtyři týmy předchozího ročníku, jimiž byli AS Bari, Turín Calcio, US Cremonese a poslední tým ročníku - Calcio Padova, sestoupily do druhé ligy. Opačným směrem putovali čtyři týmy, jimiž byli Bologna FC 1909 (vítěz druhé ligy), Hellas Verona FC, AC Perugia a AC Reggiana.
Titul v soutěži obhajoval klub Milán AC, který v minulém ročníku získal své 15. prvenství v soutěži.

## Přestupy hráčů
| Jméno                | odkud                    | kam              |  |
| -------------------- | ------------------------ | ---------------- |  |
| Christophe Dugarry   | FC Girondins de Bordeaux | Milán AC         |  |
| Edgar Davids         | AFC Ajax                 | Milán AC         |  |
| Michael Reiziger     | AFC Ajax                 | Milán AC         |  |
| Christian Panucci    | Milán AC                 | Real Madrid      |  |
| Patrick Vieira       | Milán AC                 | FC Arsenal       |  |
| Roberto Donadoni     | Milán AC                 | MetroStars       |  |
| Alen Bokšić          | SS Lazio                 | Juventus FC      |  |
| Christian Vieri      | Atalanta BC              | Juventus FC      |  |
| Zinédine Zidane      | FC Girondins de Bordeaux | Juventus FC      |  |
| Gianluca Vialli      | Juventus FC              | FC Chelsea       |  |
| Fabrizio Ravanelli   | Juventus FC              | FC Middlesbrough |  |
| Diego Simeone        | Atlético Madrid          | FC Inter Milán   |  |
| Youri Djorkaeff      | Paris St. Germain        | FC Inter Milán   |  |
| Nwankwo Kanu         | AFC Ajax                 | FC Inter Milán   |  |
| Iván Zamorano        | Real Madrid              | FC Inter Milán   |  |
| Roberto Carlos       | FC Inter Milán           | Real Madrid      |  |
| Vincent Candela      | EA Guingamp              | AS Řím           |  |
| Hernán Crespo        | River Plate              | AC Parma         |  |
| Enrico Chiesa        | UC Sampdoria             | AC Parma         |  |
| Lilian Thuram        | AS Monaco                | AC Parma         |  |
| Christo Stoičkov     | AC Parma                 | FC Barcelona     |  |
| Gianfranco Zola      | AC Parma                 | FC Chelsea       |  |
| Filippo Inzaghi      | AC Parma                 | Atalanta BC      |  |
| Pavel Nedvěd         | AC Sparta Praha          | SS Lazio         |  |
| Roberto Di Matteo    | SS Lazio                 | FC Chelsea       |  |
| Kennet Andersson     | AS Bari                  | Bologna FC 1909  |  |
| Vincenzo Montella    | Janov 1893               | UC Sampdoria     |  |
| Juan Sebastián Verón | Boca Juniors             | UC Sampdoria     |  |
| Clarence Seedorf     | UC Sampdoria             | Real Madrid      |  |

## Složení ligy v tomto ročníku
| Klub             | Město         | Stadión                        | Kapacita | Trenér                                                                     | 1995/96          |
| ---------------- | ------------- | ------------------------------ | -------- | -------------------------------------------------------------------------- | ---------------- |
| Atalanta BC      | Bergamo       | Stadio Atleti Azzurri d'Italia | 43 300   | Emiliano Mondonico                                                         | 13.              |
| Bologna FC 1909  | Bologna       | Stadio Renato Dall'Ara         | 38 000   | Renzo Ulivieri                                                             | Serie B          |
| Cagliari Calcio  | Cagliari      | Stadio Sant'Elia               | 40 900   | Roberto Clagluna + Gregorio Pérez (do 6. kola) Carlo Mazzone               | 10.              |
| AC Fiorentina    | Florencie     | Stadio Artemio Franchi         | 46 000   | Claudio Ranieri                                                            | 4.               |
| UC Sampdoria     | Janov         | Stadio Luigi Ferraris          | 40 000   | Luciano Spinosi + Sven-Göran Eriksson                                      | 8.               |
| Milán AC         | Milán         | Stadio Giuseppe Meazza         | 85 700   | Giorgio Morini + Óscar Tabárez (do 11. kola) Arrigo Sacchi                 |                  |
| FC Inter Milán   | Milán         | Stadio Giuseppe Meazza         | 85 700   | Giovanni Ardemagni + Roy Hodgson (do 32. kola) Luciano Castellini          | 7.               |
| SSC Neapol       | Neapol        | Stadio San Paolo               | 76 800   | Luigi Simoni (do 28. kola) Vincenzo Montefusco                             | 12.              |
| AC Parma         | Parma         | Stadio Ennio Tardini           | 36 725   | Carlo Ancelotti                                                            | 6.               |
| AC Perugia       | Perugia       | Stadio Renato Curi             | 25 000   | Giovanni Galeone (do 14. kola) Mauro Amenta (do 15. kola) Nevio Scala      | Serie B          |
| Piacenza FC      | Piacenza      | Stadio Renato Curi             | 21 000   | Bortolo Mutti                                                              | 14.              |
| AC Reggiana      | Reggio Emilia | Stadio Giglio                  | 30 000   | Adelio Moro + Mircea Lucescu (do 10. kola) Francesco Oddo                  | Serie B          |
| AS Řím           | Řím           | Stadio Olimpico                | 82 900   | Sergio Santarini + Carlos Bianchi (do 26. kola) Ezio Sella + Nils Liedholm | 5.               |
| SS Lazio         | Řím           | Stadio Olimpico                | 82 900   | Zdeněk Zeman (do 18. kola) Dino Zoff                                       | Bronzová medaile |
| Juventus FC      | Turín         | Stadio delle Alpi              | 77 500   | Marcello Lippi                                                             | Stříbrná medaile |
| Udinese Calcio   | Udine         | Stadio Friuli                  | 40 000   | Alberto Zaccheroni                                                         | 11.              |
| Hellas Verona FC | Verona        | Stadio Marc'Antonio Bentegodi  | 48 000   | Luigi Cagni                                                                | Serie B          |
| Vicenza Calcio   | Vicenza       | Stadio Romeo Menti             | 17 000   | Francesco Guidolin                                                         | 9.               |

## Tabulka
| Poř. | Tým              | Z  | V  | R  | P  | VG | OG | B  |
| ---- | ---------------- | -- | -- | -- | -- | -- | -- | -- |
| 1.   | Juventus FC      | 34 | 17 | 14 | 3  | 51 | 24 | 65 |
| 2.   | AC Parma         | 34 | 18 | 9  | 7  | 41 | 26 | 63 |
| 3.   | FC Inter Milán   | 34 | 15 | 14 | 5  | 51 | 35 | 59 |
| 4.   | Lazio Řím        | 34 | 15 | 10 | 9  | 54 | 37 | 55 |
| 5.   | Udinese Calcio   | 34 | 15 | 9  | 10 | 53 | 41 | 54 |
| 6.   | UC Sampdoria     | 34 | 14 | 11 | 9  | 60 | 46 | 53 |
| 7.   | Bologna FC 1909  | 34 | 13 | 10 | 11 | 50 | 44 | 49 |
| 8.   | Vicenza Calcio   | 34 | 12 | 11 | 11 | 43 | 38 | 47 |
| 9.   | AC Fiorentina    | 34 | 10 | 15 | 9  | 46 | 41 | 45 |
| 10.  | Atalanta BC      | 34 | 11 | 11 | 12 | 44 | 46 | 44 |
| 11.  | Milán AC         | 34 | 11 | 10 | 13 | 43 | 45 | 43 |
| 12.  | AS Řím           | 34 | 10 | 11 | 13 | 46 | 47 | 41 |
| 13.  | SSC Neapol       | 34 | 9  | 14 | 11 | 38 | 45 | 41 |
| 14.  | Piacenza FC      | 34 | 7  | 16 | 11 | 29 | 45 | 37 |
| 15.  | Cagliari Calcio  | 34 | 9  | 10 | 15 | 45 | 55 | 37 |
| 16.  | AC Perugia       | 34 | 10 | 7  | 17 | 48 | 62 | 37 |
| 17.  | Hellas Verona FC | 34 | 6  | 9  | 19 | 38 | 64 | 27 |
| 18.  | AC Reggiana      | 34 | 2  | 13 | 19 | 28 | 67 | 19 |

Poznámky
- Z = Odehrané zápasy; V = Vítězství; R = Remízy; P = Prohry; VG = Vstřelené góly; OG = Obdržené góly; B = Body
- za výhru 3 body, za remízu 1 bod, za prohru 0 bodů.
- kluby Piacenza FC a Cagliari Calcio sehrály utkání o setrvání v lize (3:1). Klub AC Perugia se utkání vzdala.

|  | Mistr ligy a Přímý postup do Ligy mistrů 1997/98 |
|  | Postup do 2. předkola Ligy mistrů 1997/98        |
|  | Přímý Postup do Poháru UEFA 1997/98              |
|  | Přímý postup do Poháru PVP 1997/98               |
|  | Sestup do Serie B 1997/98                        |

## Střelecká listina
Nejlepším střelcem tohoto ročníku Serie A se stal italský útočník Filippo Inzaghi. Hráč Atalanta BC vstřelil 24 branek.
| P. | Nár       | Hráč              | Tým             | Branky |
| -- | --------- | ----------------- | --------------- | ------ |
| 1. | Itálie    | Filippo Inzaghi   | Atalanta BC     | 24     |
| 2. | Itálie    | Vincenzo Montella | UC Sampdoria    | 22     |
| 3. | Argentina | Abel Balbo        | AS Řím          | 17     |
| 4. | Itálie    | Sandro Tovalieri  | Cagliari Calcio | 16     |
| 4. | Itálie    | Giuseppe Signori  | SS Lazio        | 16     |
| 6. | Itálie    | Roberto Mancini   | UC Sampdoria    | 15     |
| 6. | Itálie    | Marco Negri       | AC Perugia      | 15     |
| 8. | Francie   | Youri Djorkaeff   | FC Inter Milán  | 14     |
| 8. | Itálie    | Enrico Chiesa     | AC Parma        | 14     |
| 8. | Itálie    | Pasquale Luiso    | Piacenza FC     | 14     |
| 8. | Německo   | Oliver Bierhoff   | Udinese Calcio  | 14     |

## Vítěz
| Serie A 1996/97 Juventus FC (24. titul) |